# Tommy tycker om mej
"Tommy tycker om mej" är en sång skriven av Lasse Holm och Ingela "Pling" Forsman. Låten har främst framförts av Carola och finns med på hennes andra studioalbum Steg för steg från 1984 samt på hennes samlingsalbum. "Tommy tycker om mej" heter i engelskspråkig version "Tommy Loves Me", och har också spelats in av Carola i en version som låg på singellistorna 1984, och som högst nådde nionde plats i Sverige och tionde plats i Norge. "Tommy Loves Me" låg även i Heta högen.
Friends sjöng år 2000 in en cover på låten på albumet Blickar som tänder. 
Lasse Holm har meddelat att låten var inspirerad av Billy Joels "Uptown Girl", men då mest vad gällde stil och känsla.

## Listplaceringar
| Lista (1984) | Topplacering |
| ------------ | ------------ |
| Norge        | 9            |
| Sverige      | 10           |

### Fotnoter
1. ↑  ”Carola - Steg för steg”. Svensk mediedatabas. http://smdb.kb.se/catalog/id/001889592. Läst 2 juni 2011.
2. ↑  ”Tommy loves me / Carola”. Svensk mediedatabas. http://smdb.kb.se/catalog/id/001463049. Läst 20 oktober 2012.
3. ↑  ”Carola – Tommy Loves Me” (på engelska). Discogs.com. http://www.discogs.com/Carola-Tommy-Loves-Me/release/540228. Läst 20 oktober 2012.
4. ↑  ”Friends - Blickar som tänder”. Svensk mediedatabas. http://smdb.kb.se/catalog/id/001545793. Läst 8 maj 2011.
5. ↑  Diggiloo 2007 (programblad), 2007
6. ↑  Listplacering
7. ↑  Listplacering